# Red Tails
Red Tails ist ein Kinofilm des Regisseurs Anthony Hemingway, der auf dem Roman Red Tails, Black Wings: The Men of America’s Black Air Force von John B. Holway basiert, welcher die ersten schwarzen Militärpiloten (die Tuskegee Airmen) zum Thema hat. Der Film kam am 20. Januar 2012 in die amerikanischen Kinos, der Kinostart in Deutschland war am 15. November 2012.

## Handlung
Eine Gruppe afroamerikanischer Jagdflieger der  332nd Fighter Group wird 1944 nach Italien in den Kampfeinsatz geschickt, nachdem sie während Rekrutierung und Ausbildung zahlreichen rassistischen Diskriminierungen ausgesetzt waren. Als sogenannte Tuskegee Airmen müssen sie mit veralteten und verschlissenen Curtiss P-40 Warhawk Angriffe auf Straßentransporte und Eisenbahnzüge fliegen – statt gemäß ihrer Qualifikation über Deutschland gegen die Luftwaffe zu fliegen.
Die Einheit erhält später die Presidential Unit Citation.

## Hintergrund

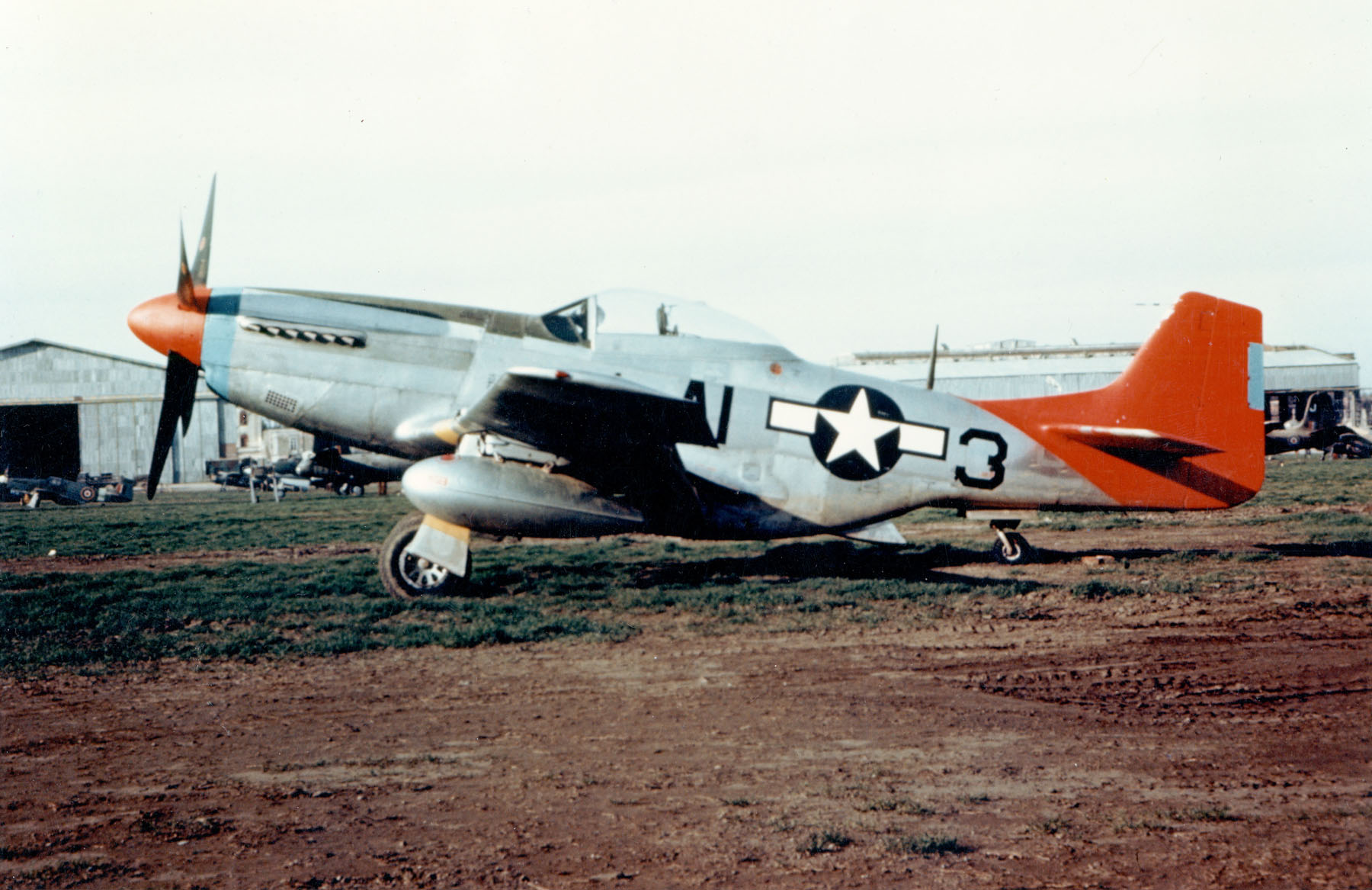
Jagdflugzeug der Tuskegee Airmen mit charakteristischer Lackierung.

Im Zweiten Weltkrieg wurden am Tuskegee Institute in Tuskegee, Alabama, die sogenannten Tuskegee Airmen als Kampfpiloten ausgebildet. Diese Männer waren die ersten schwarzen Kampfpiloten des USAAC – die Rassentrennung in den US-Streitkräften galt noch bis zur Executive Order Nr. 9981 des US-Präsidenten Harry S. Truman am 26. Juli 1948. Trotz oder gerade wegen zahlreicher Schikanen vonseiten der Vorgesetzten, der Ausbilder und der Bevölkerung wurden sie eine der besten Einheiten des Krieges und verloren bei 179 Einsätzen nur 25 der Bomber, die sie beschützten, durch gegnerische Jagdflugzeuge. Es gelang ihnen, weit über 100 deutsche Flugzeuge zu zerstören. Darunter waren auch drei Düsenjäger Messerschmitt Me 262, die alle im Luftkampf über Berlin abgeschossen wurden. Tuskegee Airmen griffen 1944 ein deutsches Torpedoboot (TA-22, ehemals italienischer Zerstörer „Giuseppe Missori“) im Mittelmeer an und beschädigten es schwer. Im gleichen Jahr gelang es dem Leutnant Charles M. Lester, bei einem Einsatz drei deutsche Messerschmitt Bf 109 abzuschießen. Die amerikanischen Jagdpiloten hatten den großen Vorteil, dass die deutschen Jäger den Befehl hatten, sich ausschließlich auf das Abschießen der Bomber zu konzentrieren und sich nicht in Kämpfe mit den Begleitjägern verwickeln zu lassen.
Während der Kriegshandlungen beklagten die Tuskegee Airmen 66 Gefallene. 32 Piloten gerieten in deutsche Gefangenschaft.

## Rezeption

### Kritiken
„Und dann wollte kein Studio die Geschichte haben. Zwanzig Jahre lang. Das ist es, was Spike Lee immer meint, wenn er sagt, der Beitrag der Schwarzen zu Amerikas Kriegen werde im größeren Bewusstsein der Kultur unterschlagen, und zwar bis heute. Bevor er sein Erbe an Disney übergab, um in Rente zu gehen, fasste George Lucas schließlich den Entschluss, das Ding allein zu machen. Nicht mit einem Riesenbudget, aber immerhin mit 58 Millionen Dollar. […] Es bleibt […] das Gefühl, dass die Filmemacher hier exakt das gemacht haben, was sie tatsächlich machen wollten – ohne dass ihnen jemand reinreden konnte.“

„In erster Linie bietet „Red Tails“ hervorragende Zerstreuung für Fans digitaler Kriegsspiele mit Retrolook – die teils atemberaubenden Schauwerte können allerdings nicht vollkommen übertünchen, wie ideologisch fragwürdig der Film spätestens auf den zweiten Blick ist.“

„Der Film, der auf reale Ereignisse rekurriert, erweist sich als eine Art Kriegerdenkmal, wobei die wenig tiefgründige, immerhin aber solide Figurenzeichnung einer Gruppe unterschiedlicher Charaktere und die gemäßigte Gewaltdarstellung an Kriegsfilme des klassischen Hollywood erinnern. Technisch sind die digitalen, von Rot und gedämpften Erdtönen dominierten Bilder und die Flugkampf-Sequenzen auf der Höhe der Zeit.“

### Auszeichnungen

#### Vorführung im Weißen Haus
Am 2. Februar 2012 führten US-Präsident Barack Obama und seine Frau Michelle den Film als Gastgeber vor einer Gruppe von Tuskegee Airmen auf.
Bei der Vorstellung im Kinosaal des Weißen Hauses mit 40 Plätzen waren auch der Produzent George Lucas und der Schauspieler Cuba Gooding Jr. eingeladen.

#### Nominierungen
- 2012: Nominierung für den Saturn Award als bester Action-/Adventure-/Thriller-Film
- 2012: Nominierung für den Teen Choice Award als Choice Movie: Action
- 2012: Nominierung für die BET Awards als Best Movie

#### Preis
- 2013: NAACP Image Award: Bester Film

## Spielfilm 1995
Im Spielfilm Die Ehre zu fliegen aus dem Jahr 1995 wurden Episoden aus der Geschichte der Tuskegee Airman bereits einmal verfilmt.